# Alvin Loftes
Alvin Al Hjalmar Loftes (Providence, Rhode Island, 1 de gener de 1890 – Narragansett, juliol de 1971) va ser un ciclista estatunidenc que va competir a començaments del segle xx.
El 1912 va prendre part en els Jocs Olímpics d'Estiu d'Estocolm, on va disputar dues proves del programa de ciclisme. Va guanyar la medalla de bronze en la contrarellotge per equips, formant equip amb Carl Schutte, Albert Krushel i Walter Martin; mentre en la contrarellotge individual finalitzà en onzena posició.